# Todo por amor
Todo por amor é uma telenovela mexicana produzida por Epigmenio Ibarra, Carlos Payán e Hernán Vera e exibida pela Azteca entre 27 de janeiro de 2000 e 12 de janeiro de 2001. 
Foi protagonizada por Angélica Aragón e Fernando Luján, co-protagonizada por  Plutarco Haza e Ana de la Reguera e antagonizada por Damián Alcázar.

## Sinopse
Carmen Dávila é casada com Enrique por 26 anos e com ele tem cinco filhos: Sergio, Carmina "Mina", Francisco, Lúcia e Quique. Um dia ela descobre mais uma de muitas de suas traições e o mesmo resolve sair de casa para viver com Raquél, com que tem um filho pequeno e está à espera de outro. Carmen descobre que se dedicar somente a amar seus filhos e seu marido não é garantia de felicidade pessoal. Até o momento em que o viúvo Gonzalo Robles entra em sua vida e lhe mostra uma nova forma de amar. Mas para viver esse amor será preciso que os dois lutem juntos para que os problemas de seus filhos (por que além dos 5 filhos de Carmen, Gozalo tem uma filha: Maria não acabem com essa história de amor.
A novela ainda aborda a luta contra violência feminina na qual sofre a personagem Martha, bandeira levantada pela protagonista da trama Angélica Aragón na vida real.
Amor, ciúmes, traição, amizade  e superação. Assim é composta a novela Todo por amor

## Elenco
- Angélica Aragón ... Carmen Dávila de Garcia
- Fernando Luján ... Gonzalo Robles
- Plutarco Haza... Javier Villegas
- Ana de la Reguera ... Lucía García Dávila
- Damián Alcázar ...  Mariano
- Anna Ciocchetti ... Regina
- Álvaro Guerrero ... Enrique García
- Roberto Sosa ... Camilo
- Cecilia Suárez ... Carmina "Mina" García Dávila
- Patricia Llaca ... Raquel
- Rodolfo Jiménez .... Rubén
- Laura Luz .... Graciela
- Claudia Lobo .... Martha
- Ana Urquidi .... Esther
- Lourdes Villarreal .... Lola
- Sebastian Ligarde .... Andrés
- Eduardo Arroyuelo .... Sergio García Dávila
- Alejandro Calva .... Álvaro
- Gian Piero Díaz .... Francisco García Dávila
- Carlos Hays .... Quique García Dávila
- Vanessa Ciangherotti .... María
- Manuel Blejerman .... Emilio
- Mauricio Fernández .... Miguel
- Carmen Madrid .... Marlene
- Elizabeth Guindi .... Amalia
- Gabriel Porras .... Alejandro
- Jorge Cáceres .... Armando
- Fabián Corres .... Manuel
- Irene Azuela .... Marisol
- Francisco de la O .... Luis Madrazo
- José María Yazpik .... Mateo
- Luis Felipe Tovar .... Adolfo
- Margarita Gralia .... Laura

## Exibição internacional
- Perú ATV
- Equador RTS
- Venezuela Televen
- Chile Red TV
- Panamá  Televisora Nacional (Panamá)
- Estados Unidos Azteca América